# Лаппо, Вячеслав Иванович
Вячеслав Иванович Лаппо (1921 — 1992) — советский инженер-связист, разработчик радиостанции первого искусственного спутника, лауреат Государственной премии СССР (1975). Участник Великой Отечественной войны.

## Биография
Родился 2 марта 1921 года в городе Тула.
В самом начале Великой Отечественной войны был призван в ряды Красной Армии. 11 июля 1941 года принял присягу и был зачислен в 55-ю Армию, которая в декабре 1943 года объединилась с 67-й Армией. Участвовал в боях на Северо-Западном фронте, с июля 1941 по март 1944 годы на Ленинградском фронте, с марта 1944 по май 1945 годы на Прибалтийском фронте.
В составе 84-го отдельного полка связи обеспечивал связью боевые действия во время блокады Ленинграда, снятия блокады Ленинграда, освобождения Ленинграда и Ленинградской области, освобождения Псковской области, освобождения Эстонии, Латвии. Участвовал в ликвидации Курляндской группировки. Победу встретил в городе Тукумс в Латвии. Был награждён боевыми наградами - орденом Красного Знамени, медалью "За боевые заслуги" и медалью "За отвагу".
После возвращения с фронта, поступил обучаться в Московский электротехнический институт связи, который успешно закончил и получил специальность инженер-связист.
Получив высшее образование продолжил свою трудовую деятельность в ракетно-космической отрасли в городе Королёв. Позже работал в Научно-исследовательском институте приборостроения в Москве. Является разработчиком радиостанции Д-200 и наземного устройства для приема сигналов с первого искусственного спутника Земли. В 1975 году он стал лауреатом Государственной премии СССР.
Скончался 13 декабря 1992 года в Москве.

## Награды
- Орден Ленина
- Орден Красного Знамени
- Орден Отечественной войны I и II степеней
- Орден Трудового Красного Знамени
- Орден «Знак Почёта»
- Медаль За боевые заслуги
- Медаль «За отвагу» (СССР)
- Медаль «За оборону Ленинграда»
- Медаль «За победу над Германией в Великой Отечественной войне 1941-1945 гг.»
- лауреат Государственной премии СССР (1975)